# Gödemesterháza
Gödemesterháza (románul: Stânceni, németül: Meisterhausen) falu Romániában, Maros megyében, Gödemesterháza község központja.

## Fekvése
A község a Maros partján, a folyó felső kanyarulatánál, a megye északkeleti részén fekvő település.

## Története
Gödemesterháza nevét 1808-ban említette először oklevél Mesterháza néven. 
1861-ben, 1854-ben Meisterhausen, Mesterhaza, 1913-ban Gödemesterháza néven írták.
A trianoni békeszerződés előtt Maros-Torda vármegye Régeni felső járásához tartozott.
1910-ben 2133 lakosából 734 magyar, 73 német, 1297 román volt. Ebből 431 római katolikus, 197 görögkatolikus, 1153 görögkeleti ortodox volt.
2002-ben 1547 lakosa volt, amelyből 1273 román, 269 magyar és 5 más nemzetiségű.

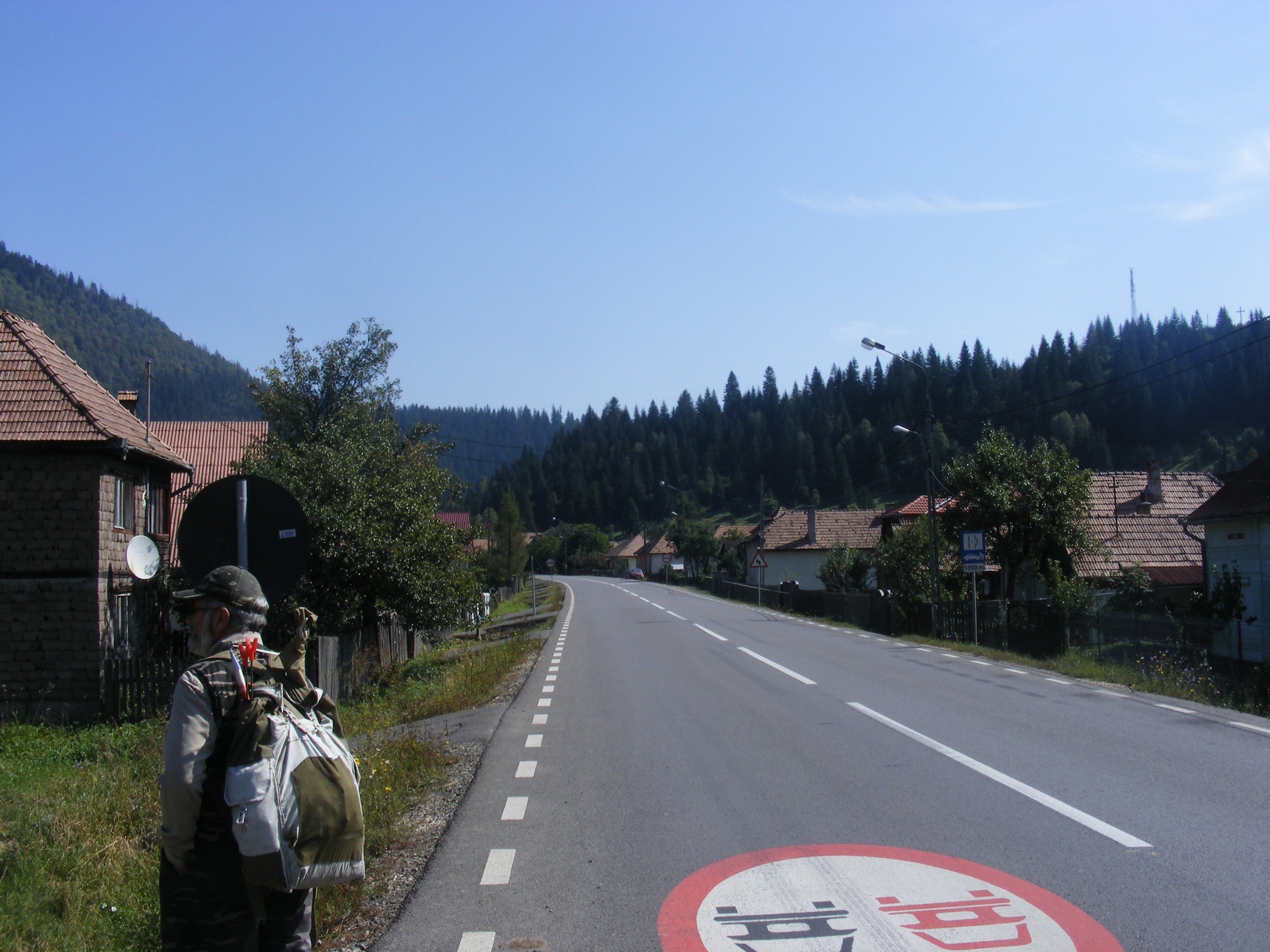
Főút a faluban
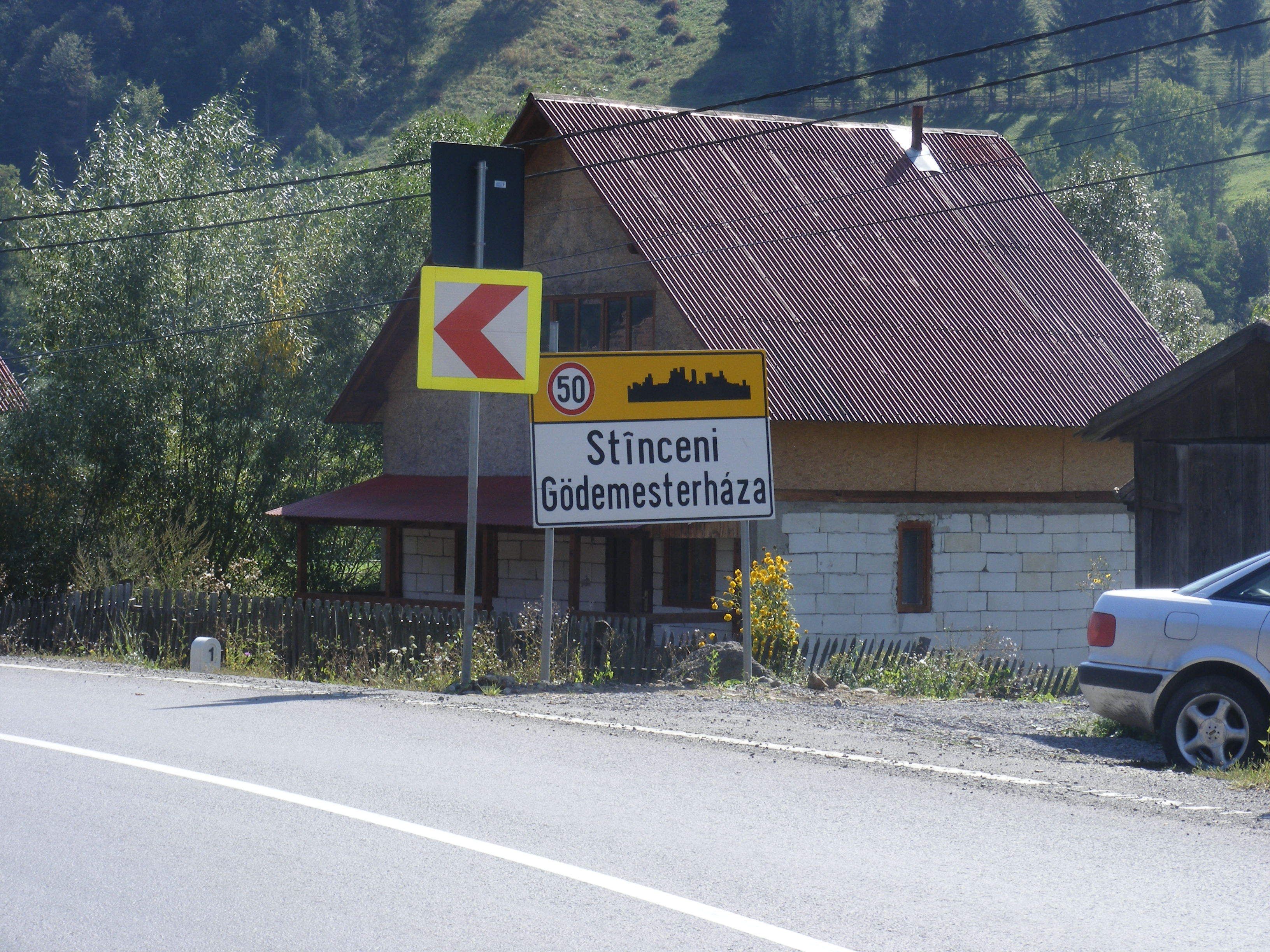
A falu bejárata